# Пагель
Пагель (Pagellus) — рід риб родини Sparidae.